# Marian Robinson
Pour les articles homonymes, voir Robinson.
Marian Lois Robinson, née Shields le 30 juillet 1937 à Chicago et morte le 31 mai 2024 dans la même ville, est secrétaire et employée de banque. Elle est la mère de Michelle Obama et de Craig Robinson.

## Biographie
Née le 30 juillet 1937 à Chicago,, Marian Shields grandit dans une famille de sept enfants.
Marian Shields suit deux années d'études dans une école normale, mais ne termine pas le programme pour des raisons financières, selon les écrits de son fils dans ses mémoires. Elle travaille comme secrétaire et pour une banque.
Elle épouse Fraiser Robinson en 1960 et le couple a deux enfants, un fils Craig en 1962 et une fille Michelle en 1964. Son mari travaille comme pompiste à la station d'épuration de la ville de Chicago et est membre du parti démocrate. Il souffre d'une sclérose en plaques et meurt en 1991. 
Elle quitte sa ville natale en 2008 après l'élection de Barack Obama à la présidence des États-Unis pour épauler sa fille et son gendre.
Elle quitte le pays pour la première fois en 2009, à bord d'Air Force One, à l'occasion d'une visite des Obama en France. La même année, elle rejoint les Obama pour un voyage en Russie, en Italie et au Ghana, au cours duquel elle a l'occasion de rencontrer le pape Benoît, visiter l'ancien Colisée de Rome et un ancien site de détention d'esclaves sur la côte africaine. Elle accompagne également sa fille et ses petites-filles lors de deux voyages à l'étranger sans le président : en Afrique du Sud et au Botswana en 2011, et en Chine en 2014.
Marian Robinson meurt le 31 mai 2024 à Chicago à l'âge de 86 ans.